# Джордж Оджерс
Джордж Джеймс Оджерс (29 березня 1916, Перт, Західна Австралія—2008) — австралійський військовик, журналіст і військовий історик. Оджерс служив в австралійській армії рядовим і унтер-офіцером, а пізніше в Королівських австралійських ВПС був призначений капітаном групи. Він був одним з авторів офіційної історії Австралії в Другій світовій війні.

## Юні роки
Оджерс народився в Перті, Західна Австралія, 29 березня 1916 року. Він був наймолодшим з восьми дітей і першим з дітей його батьків, народжених у лікарні. Сім'я переживала фінансові труднощі через Велику депресію, але Оджерс зміг відвідувати середню школу Перт-Бойз, а потім пройшов шлях через Університет Західної Австралії і Мельбурнський університет, де він здобув ступінь магістра мистецтв.
Після закінчення університету Оджерс почав працювати в мельбурнському Аргусі. 1940 року він залишив газету, щоб вступити до Королівських австралійських ВПС (RAAF). Після завершення певної підготовки льотного екіпажу його виключили з льотних обов'язків за медичними показаннями і замість цього він приєднався до австралійських імперських сил армії. Як військовик, він служив у кампаніях у Новій Гвінеї і Борнео, досягши звання сержанта. Після війни Оджерс успішно вступив до RAAF і був в австралійських військах під час Корейської війни, Малайської надзвичайної ситуації і війни у В'єтнамі, врешті зрісши до звання капітана групи. Під час перебування у ВПС він був членом секції військової історії RAAF.

## Військовий історик і журналіст
Незабаром після закінчення війни Ґевін Лонґ вибрав Джорджа Одгерса одним з авторів серіалу «Австралія у війні 1939—1945 років». Він почав свою кар'єру військового історика. Першою книгою Одгерса була історія «RAAF № 77» в Корейській війні під назвою «Через паралель», опублікована 1952 року. Його том офіційної історії «Повітряна війна проти Японії 1943—1945 років», опублікований 1957 року, охоплював операції RAAF у Тихоокеанській війні від 1943 року. Після офіційної історії пішли Королівські військово-повітряні сили Австралії (1965), Золоті роки (1971) і Місія В'єтнам (1974). Всі ці роботи були засновані на його досвіді в RAAF і успішно залучали популярну аудиторію, не жертвуючи ні деталями, ні строгістю.
Оджерс пішов з Міністерства оборони 1981 року, але продовжував працювати істориком. Він опублікував ілюстровані історії Королівського австралійського флоту, ВПС і армії у 1982, 1984 та 1988 роках відповідно. Його двотомну історію про участь Австралії в 11 війнах опубліковано 1994 року. Останньою його роботою була біографія вінг-командера Діка Крессвелла. Оджерс був останнім з живих істориків, що написали про Австралію у війні 1939—1945 років, і його пережили двоє його братів і сестер, його дружина і сини і їхні п'ять онуків.